# Campana de vaixell

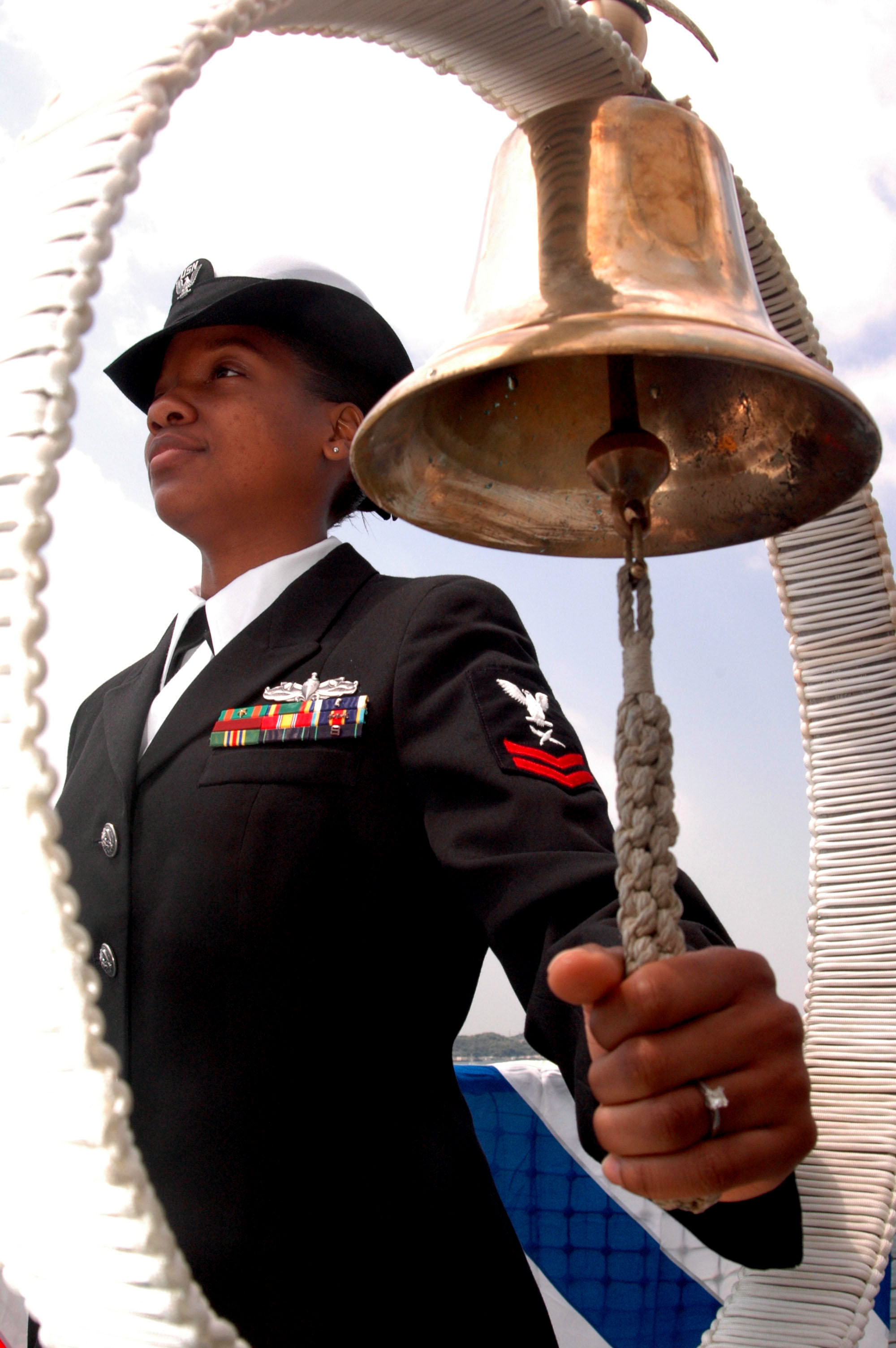
Campana del vaixell USS Chancellorsville

Una campana de vaixell es fa generalment de bronze, i té el nom del vaixell gravat a la superfície. El cuiner del vaixell, o el seu personal, és qui tradicionalment té la tasca de fer brillar la campana de la nau. En un vaixell les campanades s'utilitzen per indicar l'hora a bord del vaixell i, per tant, són la base per regular les guàrdies dels mariners. A diferència dels rellotges dels campanars, les campanades no s'ajusten al nombre ordinal de l'hora, ans al contrari hi ha vuit tocs de campana, un per cada equivalent d'una ampolleta de mitja hora (vuitena part d'una guàrdia de quatre hores. La campana es fa sonar cada mitja hora, per parells per facilitar-ne el recompte, amb una campanada senar al final de la seqüència.
El sistema clàssic era:
| Nombre de campanades | Tocs de campana | Middle watch | Morning watch | Forenoon watch | Afternoon watch | First dog watch | Last dog watch | First watch |
| Una campanada        | .               | 00:30        | 4:30          | 08:30          | 12:30           | 16:30           | 18:30          | 20:30       |
| Dues campanades      | ..              | 01:00        | 05:00         | 09:00          | 13:00           | 17:00           | 19:00          | 21:00       |
| Tres campanades      | .. .            | 01:30        | 05:30         | 09:30          | 13:30           | 17:30           | 19:30          | 21:30       |
| Quatre campanades    | .. ..           | 02:00        | 06:00         | 10:00          | 14:00           | 18:00           |                | 22:00       |
| Cinc campanades      | .. .. .         | 02:30        | 06:30         | 10:30          | 14:30           |                 | 18:30          | 22:30       |
| Sis campanades       | .. .. ..        | 03:00        | 07:00         | 11:00          | 15:00           |                 | 19:00          | 23:00       |
| Set campanades       | .. .. .. .      | 03:30        | 07:30         | 11:30          | 15:30           |                 | 19:30          | 23:30       |
| Vuit campanades      | .. .. .. ..     | 04:00        | 08:00         | 12:00          | 16:00           |                 | 20:00          | 24:00       |

1. 1 2 3  En ús a la Royal Navy després dels Amotinaments de Spithead i Nore.
2. ↑  Abans de l'establiment de les zones horàries les campanades del migdia no es tocaven seguint el rellotge sinó quan ho deia l'oficial que feia l'observació del migdia amb el sextant i el rellotge de sorra es tornava a girar.

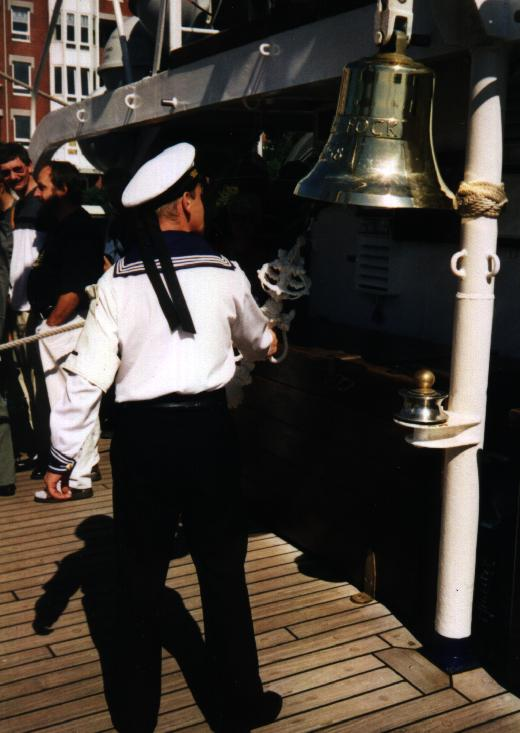
Campana en un vaixell escola de vela alemany

A mitjanit les campanades de Cap d'Any es veurien afectades. Es fan setze tocs - vuit campanades per a l'any sortint i vuit campanades pel nou.
Alguns vaixells utilitzen un sistema de campanades més senzill:
| Nombre de campanades | Tocs de campana | hores (am i pm) | hores (am i pm) | hores (am i pm) |
| Una campanades       | .               | 12:30           | 4:30            | 08:30           |
| Dues campanades      | ..              | 01:00           | 05:00           | 08:00           |
| Tres campanades      | .. .            | 01:30           | 5:30            | 09:30           |
| Quatre campanades    | .. ..           | 02:00           | 06:00           | 10:00           |
| Cinc campanades      | .. .. .         | 02:30           | 06:30           | 10:30           |
| Sis campanades       | .. .. ..        | 03:00           | 07:00           | 11:00           |
| Set campanades       | .. .. .. .      | 03:30           | 07:30           | 11:30           |
| Vuit campanades      | .. .. .. ..     | 04:00           | 08:00           | 12:00           |

## Altres usos
La campana de vaixell també s'utilitza per a la seguretat en condicions de boira. Es tracta del seu ús modern més important.
La campana d'un vaixell és una preuada possessió, quan un vaixell naufraga, i, sovint és l'únic mitjà d'identificació positiu en el cas d'un naufragi.